# Erzsébet Báthory en la cultura popular
La influencia de la condesa Erzsébet Báthory en la cultura popular ha sido notable desde el siglo XVIII hasta la actualidad. Después de su muerte, varios mitos y leyendas en torno a su historia han permitido que sobreviva su recuerdo como figura prominente en el folklore, la literatura, la música, el cine, los videojuegos y los juguetes.

### Literatura
- Muchas de las primeras vampiresas de la literatura romántica eran seductoras aristócratas con tendencias homoeróticas como Christabel, y muy especialmente Carmilla de Sheridan Le Fanu. Sin duda, los autores de estos relatos tuvieron presente el mito de "La Condesa Sangrienta", que comenzó a extenderse internacionalmente sobre todo a partir de la época de la Revolución Francesa. La condesa Báthory aparece como vampiresa en Drácula, el no muerto (2009), la secuela oficial de Drácula, adoptando el comportamiento sádico y lésbico de su leyenda.
- La escritora Valentine Penrose escribió un libro titulado La Condesa Sangrienta (1962), dedicado en su totalidad al personaje.
- El escritor Lázaro Covadlo en su novela surrealista Criaturas de la noche dedica casi un capítulo entero a La Condesa Sangrienta, supuestamente parasitada por una pulga de gran inteligencia.
- La escritora argentina Alejandra Pizarnik escribió un ensayo basado en este personaje, titulado también La condesa sangrienta, publicado por primera vez en la revista "Testigo", en Buenos Aires en enero-marzo de 1966, y luego en forma de libro por la Editorial Aquarius, en Buenos Aires en 1971.
- En la trilogía La guerra de las brujas, Erzsébet Báthory aparece como una de las antagonistas principales bajo el nombre de La Condesa y se relata toda su sangrienta historia.
- La escritora colombiana Susana Castellanos de Zubiría dedica un capítulo de su libro "Mujeres perversas de la historia" (2008) a Isabel Báthory.
- Uno de los cuentos del colombiano Ricardo Abdahllah se titula "La historia de Elizabeth Bathory", y cuenta la historia de la condesa, entrelazada con un relato urbano contemporáneo.
- En su novela Vampyr Carolina Andújar (colombiana) cuenta la historia de Martina Székely, donde su mayor enemiga es la condesa Erzsébet Báthory, una vampyr. (http://vampyrlibro.blogspot.com
- La novela Ella, Drácula de Javier García Sánchez.
- El relato Sanguinarius de Ray Russell (en el libro Sanguinarius, ed. Valdemar).
- En la novela 62/ modelo para armar (1968), del escritor argentino Julio Cortázar, la presencia de la condesa sangrienta se mantiene como el leitmotiv de la historia. Una enigmática mujer llamada Frau Marta es la encargada de conseguir jovencitas para conducirlas hasta la condesa. La imagen de Frau Marta y la condesa se mezclan con las noches de París y con los sueños de los personajes, y recrean una atmósfera surrealista colmada por lo fantástico, el azar y una búsqueda que termina en la muerte.
- En la novela Amantes de Sangre: El Príncipe Maldito, del mexicano Ramón Obón, la condesa es nombrada como una aliada en el pasado de la vampiresa Sofia Serenc, adjudicándole a esta su gusto por la sangre, además de participar en sus asesinatos.
- En la obra de Alejandra Vallejo-Nágera, Locos de la historia, se le dedica un capítulo a Isabel Báthory.
- El relato Báñate en el infierno, de Alan D.D. se basa en la leyenda de la condesa.
- En el 2010, la escritora Rebecca Johns publica su novela histórica "La condesa". En ella se relatan supuestas cartas de Isabel a su hijo, mientras estaba encerrada.
- En la novela Cielo en la mente (2014) de Armand S.T. Newman Isabel aparece como miembro de los desterrados, en ella Isabel es una semivampiresa de noche, y una arpía de día, la última como castigo por sus crímenes, y la primera, en una historia corta de su pasado al protagonista de la novela, aseguró que en realidad ella decidió convertirse en una semivampiresa por culpa de un romance que tenía con el conde Vlad Draculea de Transilvania.
- En la novela Elegida para la eternidad (2014) de Jossibell Lema Elizabeth Bathory aparece como propulsora de la segunda especie de vampiros dejando el legado a su hermano William Bathory. este debería encontrar a la chica virgen nacida bajo la luna sangrienta para completar la hechicería que los hacía casi inmortales. Novela publicada en wattpad y kindle.
- En la novela La dama roja  primer volumen de las  Crónicas del espejo roto  (2018) de Miguel Ángel Fecé Allué Isabel Bathory acoge a Fickzó, el antagonista al que persiguen los protagonistas, quien enamorado de ella promete rejuvenecerla con su brujería.

### Cine
- Erzsébet, dirigida por Freddy Novillo (España), (2013)
- Stay Alive, dirigida por William Brent Bell (EE. UU.), (2006)
- Los Vampiros (I Vampiri), dirigida por Ricardo Freda (Francia/Italia, 1956)
- Necrópolis, dirigida por Franco Brocani (Alemania/Francia/Reino Unido/Italia, 1970)
- Countess Dracula, dirigida por Peter Sasdy (Reino Unido, 1971)
- Las vampiras (Vampiros Lesbos) dirigida por Jesús Franco (Alemania/España, 1971)
- La noche de Walpurgis, dirigida por León Klimowsky (España/Alemania, 1971)
- El rojo en los labios (Le lèvres rouges), dirigida por Harry Kümel (Bélgica/Francia/Alemania, 1971)
- La novia ensangrentada dirigida por Vicente Aranda (España, 1972)
- El retorno de Walpurgis, dirigida por Carlos Aured (España/México, 1973)
- Il plenilunio delle vergini, dirigida por Luigi Batzella (Italia, 1973)
- Ceremonia sangrienta, dirigida por Jorge Grau (España/Italia, 1973)
- Cuentos inmorales (Contes immoraux), dirigida por Walerian Borowczyk (Francia, 1974)
- Krvavá pani (The Bloody Lady), dirigida por el eslovaco Viktor Kubal, 1980
- El retorno del hombre lobo, dirigida por Paul Naschy (España, 1981)
- La mort mystérieuse de Nina Chéreau (TV), dirigida por Dennis Berry (Francia/EUA, 1988)
- Jungfrau am Abgrund, dirigida por Carl Andersen (Austria/Alemania, 1990)
- Alguien mató algo, dirigida por Jorge Navas (Colombia, 1999)
- Bloodbath, dirigida por Dan Speaker y Kim Turney (EE. UU., 1999)
- Bathory, dirigida por Brian Topping (2000)
- VAMPIRE HUNTER D: Bloodlust (ANIME), producido por Urban Vision Entertainment (2000)
- The Breed, dirigida por Michael Oblowitz (EE. UU./Hungría, 2001)
- In Vein, dirigida por Tarik Polansky (EE. UU., 2001)
- Tomb of the Werewolf (V), dirigida por Fred Olen Ray (EE. UU., 2004)
- Eternidad (Eternal), dirigida por Wilhelm Liebenberg y Federico Sánchez (Canadá, 2004)
- El Secreto de los Hermanos Grimm (The Brothers Grimm), dirigida por Terry William (EE. UU. y República Checa, 2005)
- Apocalypse and the Beauty Queen, dirigida por Thomas Smugala (EE. UU., 2005)
- Cumbia urbana, dirigida por Augusto Niño Villamizar (Colombia, 2005)
- Night Fangs, dirigida por Ricardo Islas (EE. UU., 2005)
- Vampire Secrets (TV), dirigida por Diana Zaslaw (2006)
- Dracula's Curse, dirigida por Leigh Scott (EE. UU., 2006)
- Demon's Claw (V), dirigida por Lloyd A. Simandl (República Checa, 2006)
- Juego de Niñas, dirigida por Sharon Toribio (México, 2007)
- Metamorphosis, dirigida por Jenö Hodi (Alemania/Hungría/Reino Unido/Austria/Canadá, 2007)
- Hellboy Animated: Blood and Iron (TV), dirigida por Victor Cook y Tad Stones (EE. UU., 2007)
- Hostel: Part II, dirigida por Eli Roth (EE. UU., 2007)

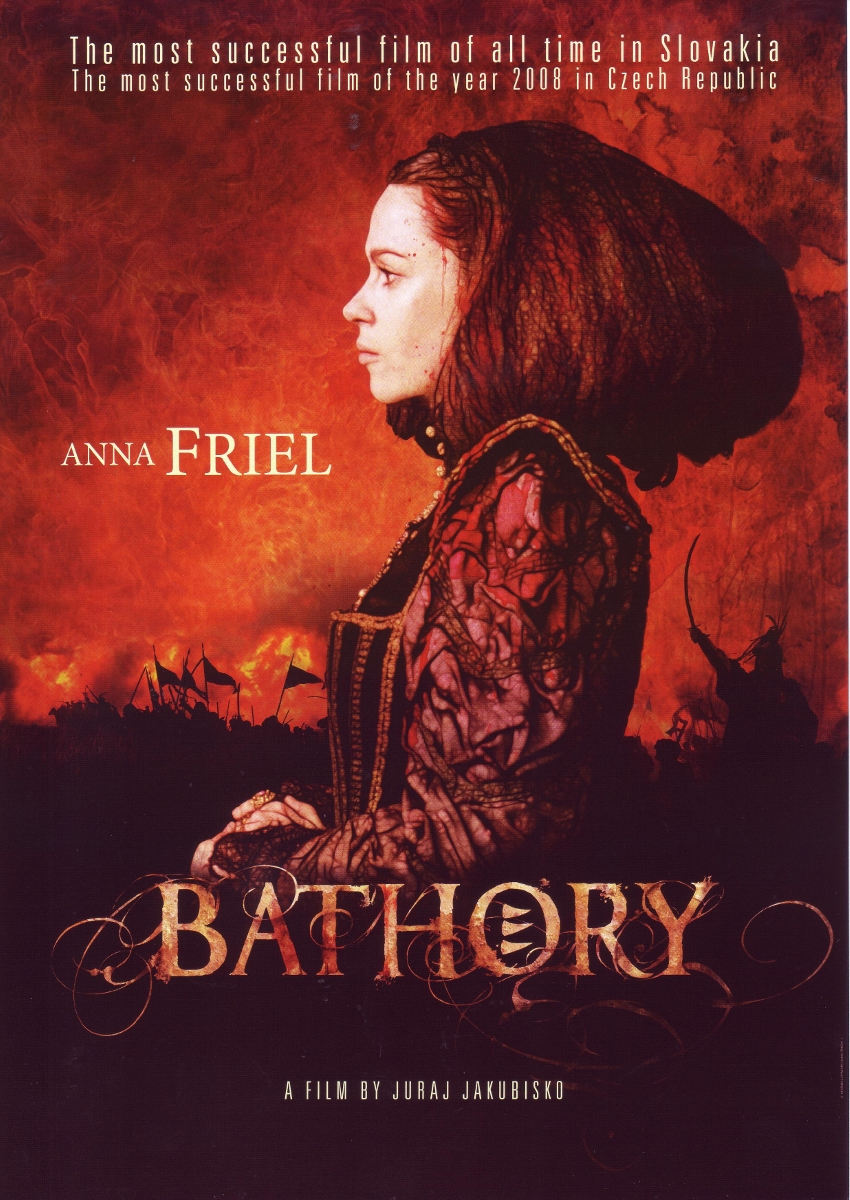
Cartel de la película eslovaca del 2008 Bathory.

- Blood Scarab (V), dirigida por Donald F. Glut (EE. UU., 2008)
- Blood Countess (V), dirigida por Lloyd A. Simandl (República Checa/Canadá, 2008)
- Bathory, dirigida por Juraj Jakubisko (Eslovaquia/República Checa/Reino Unido/Hungría/EE. UU., 2008)
- The Countess, dirigida por Julie Delpy (Francia/Alemania, 2009)
- Bathory, dirigida por Ernesto Aguilar (Argentina, 2011)
- Las Sangrientas Aventuras de la Condesa Báthory, cortometraje animado dirigido por Bela Valladares (México, 2012)
- Noche de miedo 2: Sangre nueva, dirigida por Eduardo Rodríguez (Estados Unidos), (2013)

### Música
- El grupo sueco de black metal, "Bathory" además de tomar su nombre del apellido también dedicó la canción Woman of Dark Desires en su álbum Under The Sign of The Black Mark en referencia a Isabel Bathory
- Además, varios grupos de metal, entre los que se cuentan Cradle of Filth, Venom, Kamelot, X Japan y Ghost han compuesto canciones o incluso discos enteros basados en la historia de la condesa.
- El grupo Venom en su álbum Black Metal grabó la canción "Countess Bathory".
- El grupo Kamelot en su álbum Karma incluye una canción llamada Elizabeth, la cual está dividida en 3 partes.
- El grupo inglés de metal extremo, Cradle of Filth, escribió un disco completo conceptual basado en la vida de la condesa, titulado Cruelty and the Beast.
- El grupo húngaro de black metal Tormentor dedicó el cuarto tema (considerando que cuenta con una intro) de su álbum Anno Domini a la condesa, titulado "Elisabeth Bathory", este tema también fue regrabado por el grupo sueco de black metal Dissection.
- El grupo canadiense de black metal Csejthe toma su nombre del castillo donde Isabel torturaba a las jóvenes.
- El grupo sueco Ghost en su álbum Opus Eponymous compuso una canción llamada Elizabeth.
- El grupo experimental Elizabeth´s Karma Theory inspira su nombre en la condesa.
- La joven músico chilena Camila Moreno se inspiró en Isabel para componer su canción "Bathory" de su disco "Mala Madre".
- El joven músico español Sergio E. Bonnin compuso una pieza instrumental para su disco de piano llamado 'Penumbra' a la cual tituló El sueño de Erzsébet.
- La banda japonesa Blood lanzó dos sencillos sobre el tema, uno llamado Bathory y el otro Elizabeth.
- El grupo italiano Viper Kiss dedicò a la condesa una canción llamada "Lady Liz".
- El grupo heavy metal uruguayo Alvacast, en su disco "Al Borde del Abismo", incluyó la canción "Madam Bathory"
- El grupo sueco Opera Diabolicus, en su álbum "1614", incluyó la canción "Blood Countess Bathory" para la cual también grabaron un vídeo.
- El grupo mexicano Erszebeth, toma su nombre de la condesa, dedicando su primer álbum " La Condesa Inmortal " ( 2008 ),  completamente a ella y en su segundo álbum Equilibrio ( 2013 ) el primer track titulado Invocación, es escrita la letra en un homenaje a la condesa.
- El álbum Legado de una tragedia II contiene un track titulado "Sangriento elixir" haciendo referencia en múltiples ocasiones a la condesa Bathory.

### Teatro
- Drácula, el musical es uno de los musicales argentinos más importantes. Fue escrito y dirigido por Pepe Cibrián, con música de Ángel Mahler. En la tercera escena Jonathan Harker llega al cementerio y se encuentra con la condesa vampiro Dolingen de Gratz y sus amantes. Esta condesa está inspirada en Isabel.
- Érszebet, la bañista de la tina púrpura  es una obra de teatro escrita por la dramaturga mexicana Silvia Peláez, la cual se estrenó en el Teatro La Capilla en 2007.
- Báthory contra la 613 : esta obra relata toda una noche en la que la condesa Isabel Báthory vuelve a la vida, gracias al extraño ritual que celebra su doncella número 613 (la única que logró escapar de sus garras) en un moderno museo de cera. Ama y sirvienta recrean los hechos acaecidos en el siglo XVI al amparo de un nuevo juicio dictado por las leyes y la moral de nuestro tiempo, desde el día en que se conocieron hasta el momento en que Isabel Báthory fue condenada.
- La Condesa Báthory de Alberto Antón. Esta obra relata la vida de Isabel Báthory que, desesperada ante los continuos desprecios de su marido, urde un plan que le permite alcanzar una ansiada felicidad. Una belleza eterna y sin mácula, embebida en muerte. Pero la condesa debe andar con precaución, si quiere evitar convertirse en un peón de las conspiraciones del Sacro Imperio.
- Báthory de Carlos Atanes es un monólogo que da voz a la condesa en sus últimos días de encierro. Lo estrenó Marta Timón, en forma de lectura dramatizada, en la Biblioteca del Soho de Madrid, en octubre de 2021.

### Juegos
- En el juego en línea para PC Ragnarok Online, hay un enemigo llamado Bathory el cual es representado por una Bruja maliciosa y agresiva.
- En el juego Diablo II de Blizzard hay una pequeña referencia a esta condesa en el Acto I, durante la misión "La torre olvidada", en la cual se debe matar a dicho personaje. No solo la ambientación, incluyendo una condesa de gran poder económico encerrada en su viejo castillo concuerda con la historia, sino que también, al recibir la misión de un libro, se lee: "Y así, la condesa, que se había bañado en la sangre rejuvenecedora de cientos de vírgenes, fue enterrada viva. Y su castillo, en donde tantos sucesos crueles tuvieron lugar, se derrumbó rápidamente convirtiéndose en ruinas. Todo lo que queda es una torre solitaria en la espesura olvidada de la mano de Dios, que se levanta sobre las mazmorras enterradas. Se cree que la fortuna de la condesa fue dividida entre el clero, aunque algunos dicen que parte sigue sin encontrarse y está enterrada todavía junto a las calaveras podridas, testigos mudos de la deshumanización de la criatura humana".
- Countess Elizabeth Bartley para EE. UU., o Countess Elizabeth Bathory para Japón, es la principal antagonista en el juego "Castlevania Bloodlines". Fue creada e inspirada en este personaje histórico. En otras entregas del juego como en "Castlevania Circle of the moon" o "Castlevania Judgment" sale con su nombre equivalente de la literatura, Lady Carmilla.
- En la saga de juegos "Bloody Roar", el personaje Jenny (zooántropo murciélago) tiene como apellido "Burtory", haciendo una referencia a la condesa.
- Aparece en la cuarta entrega del juego de mesa Atmosfear (considerado uno de los mejores juegos de esta serie), y en la versión en videojuego para PC del mismo nombre como un personaje al que escoger.
- El juego de PlayStation titulado "Vampire Hunter D" tiene como enemiga final a la poderosa vampira. En el juego se le conoce como condesa Elizabeth Bathory o Lady Carmilla.
- En el juego Bloodrayne (2002), se hace referencia a una oficial nazi como la Doc. Bathory Menguele (también nombrada como La Carnicera, o The Buthcheress en inglés). Sus apellidos hacen referencia a la condesa y al científico alemán Josef Mengele, que se encargó de horrorosos experimentos en los campos de concentración nazis. De hecho, en el juego se dice que el personaje es descendiente de la mismísima condesa.
- En el juego DarkEden Revolution, juego RPG en línea, uno de los monstruos más poderosos es la mismísima Elisabeth Bathory. En este, se recrean sus aposentos con la bañera de la historia llena de sangre.
- En el juego otome en línea ´´eldarya´´ existe un complemento para personaje/cabello perteneciente a un evento especial de Halloween, cuyo nombre es ´´Bathory´´,y su conjunto completo claramente hace referencia a la condesa.
- En el juego Ninja Gaiden 2, para la plataforma Xbox 360, uno de los demonios, Elizabett, es el demonio de la sangre y aparece en una escena bañándose en un río de sangre.
- En el juego de Harry Potter y el prisionero de Azkaban para PC hay un cromo (de una colección de 80) de la sección de cta a la condesa.
- Lady Carmilla también aparece en el juego Vampire Hunter Dvampiros llamado "Lady Carmilla Sanguina (1561-1757)". En el cromo la descripción es "Se bañaba en la sangre de sus víctimas para conservar su belleza juvenil". Es una referencia directa a las prácticas de la condesa.
- En el MMORPG Atlantica Online aparece como el primer jefe del Castillo Bran, seguida de Drácula.
- En el MMORPG Shaiya aparece como tercer jefe del Trono Críptico.
- Born into Darkness, un juego de la compañía Big Fish al más puro estilo “El Código Da Vinci”. Dos investigadores buscan el origen del Vampirismo y sus investigaciones les llevan, entre otros lugares, al opulento palacio de Viena de la que fue la Dama más hermosa de toda Europa, la condesa Isabel Bathory (La Condesa Sangrienta).
- En el videojuego para PC, "The Black Heart" la condesa aparece representada en la historia como la madre de Animus, uno de los personajes del juego.
- En el videojuego Mortal Kombat 9 el personaje Skarlet basa su gameplay y sus Fatalities en Isabel Bathory. Su gusto por bañarse en la sangre del rival se basa en ella. Incluso se menciona en el Tutorial de Fatalitys.
- En Fate/Extra CCC, Elizabeth aparece como una servant de clase Lancer con apariencia demoníaca.
- En Fate/Grand Order, Elizabeth aparece como dos Servants diferentes. La primera es "Elizabeth Bathory" de catorce años en la clase Lancer, tal como apareció en Fate/Extra CCC, y la segunda es la adulta "Carmilla" en la clase Assassin. Ambas se odian mutuamente ya que Carmilla refleja un futuro que Elizabeth rechaza, mientras que Carmilla no soporta la ingenuidad de Elizabeth. Elizabeth también aparece en el juego dentro de las clases Saber, Caster, y dos versiones Alter ego (dos mechas creadas por Osakabe-myōjin/Osakabehime, tras haber sido engañada por James Moriarty), todos con motivo de Halloween, mientras que Carmilla tiene una versión en la clase Rider con motivo de la temporada de verano.
- En el juego móvil para iOS y Android Tower of Saviors aparece primeramente como "Elizabeth the Nobel" , evolucionando seguidamente a "Elizabeth the Blood Countess" y teniendo una forma final llamada "Gory Aristocrat Elizabeth"
- En la expansión Crimson Courtyard del juego Darkest Dungeon, La Condesa parece estar basada en Isabel Báthory.
- En el Videojuego para android e IOS Honkai Impact 3rd, Isabel Bathory aparece como un Set de Stigmata (las cuales son piezas de equipamiento en el videojuego) siendo este un set de stigmatas muy ofensivo haciendo referencia a lo sangrienta que fue la Condesa.
- En el Videojuego para PC y 3DS Bloodstained: Curse of the Moon, hay un personaje/jefe femenino llamado Bloodless basado en la condesa. Esta representación en particular tiene su propio calabozo donde extrae sangre de personas que la rejuvenece, y usa para atacar.
- En el Videojuego Resident Evil Village hay una vampiresa llamada Alcina Dimitrescu, la cual lidera el culto de los vampiros, los cuales se alimentan de la sangre de sus víctimas. La sangre que les sobra luego de cada asesinato es almacenada en una botella de vino de las cuales hay una cantidad incontable y se encuentran repartidas en distintos lugares de su castillo. A su cargo tiene a otras 3 vampiresas las cuales están encargadas de proporcionarle víctimas. Alcina cuenta con 3 vampiresas a su cargo, lo cual es una clara inspiración a las 3 novias de Drácula.

## Libros
- Siete lunas de sangre: la condesa Erzsèbet Bàthory (Carlos D. Pérez) Topia Editorial 1999.
- Ella, Drácula: vida y crímenes de la condesa sangrienta, la mayor asesina en serie de la historia. Javier García Sánchez. Editorial Planeta. 2005.
- Ella, Drácula. Javier García Sánchez. Editorial Planeta. 2002.
- Elegida para la eternidad. (Jossibell Lema) Caja negra grupo editorial 2018.
- La condesa sangrienta. Alejandra Pizarnik. Crespo Ediciones. 1971. (Narrativa)
- La comtesse sanglante, Valentine Penrose, 1962. Publicado en español por Siruela (reeditado en el 2001). En la introducción, Penrose, da una detallada relación de los libros que con anterioridad habían tratado el tema de Isabel Báthory; la mayoría de ellos inencontrables.
- Al igual que Vlad Tepes «el Empalador» tiene su libro Drácula, la condesa Elizabeth Bathory, «la Condesa Sangrienta», tiene su libro titulado Carmilla, escrito por Sheridan Le Fanu. De hecho, Stoker se inspiró en este libro para escribir Drácula, y creó su vampiro a partir de un noble de la Europa del este de la vida real, al igual que había hecho Le Fanú para crear su vampira unas décadas antes.
- Vallejo-Nágera, Alejandra (2006). Locos de la historia: Rasputín, Luisa Isabel de Orleáns, Mesalina y otros personajes egregios. La Esfera de los Libros. ISBN 978-84-9734-477-7.
- 62/Modelo para armar. Julio Cortázar 1968. La leyenda de la condesa es citada recurrentemente y revivida por un par de sus personajes.
- La maldición de Odi (trilogía La guerra de las brujas) de Maite Carranza.
- Vampyr, Carolina Andújar. Grupo Editorial Norma 2009. Colombia. Nunca digas de esta sangre no beberé.
- La Condesa, Rebecca Johns. octubre de 2010.
- Las vidas de Báthory, de Sirkka Ports, septiembre de 2015. Obra en la que se conjuga el género policíaco o de suspense con el de terror.

- Datos: Q5362506